# 水口镇 (龙州县)
水口镇，是中华人民共和国广西壮族自治区崇左市龙州县下辖的一个乡镇级行政单位﹐西接越南。

## 行政区划
水口镇下辖以下地区：
水口社区、合平村、洞桂村、共和村、埂宜村、沿山村、罗回村、北胜村、康宁村、思奇村和独山村。

## 交通
- 358国道终点（口岸）。